# Press-Fit-Technik-Fixation
Die Press-Fit-Technik-Fixation ist in der Chirurgie ein operatives Verfahren zur Verankerung von Total-Endo-Hüftgelenkprothesen und Kreuzbandplastiken nach einem Kreuzbandriss, das ohne körperfremde Materialien wie Zement, Schrauben oder Klammern auskommt. 
Dabei wird die Aufnahme für die Prothese im Oberschenkelknochen 1 bis 2 mm zu klein präpariert, beziehungsweise ein Transplantat (meist aus der Semitendinosussehne oder Patellasehne) mit Hilfe einer knöchernen Verblockung in Bohrkanälen am Oberschenkel und Schienbein (BTB-Technik, bone tendon bone = ‚Knochen-Sehne-Knochen‘) dauerhaft fixiert. Der Sitz des Transplantats wird durch hohe Reibung der Verbindungskomponenten garantiert. Mechanisch handelt es sich hierbei um eine Presspassung.